# Holmenkollenmedaljen

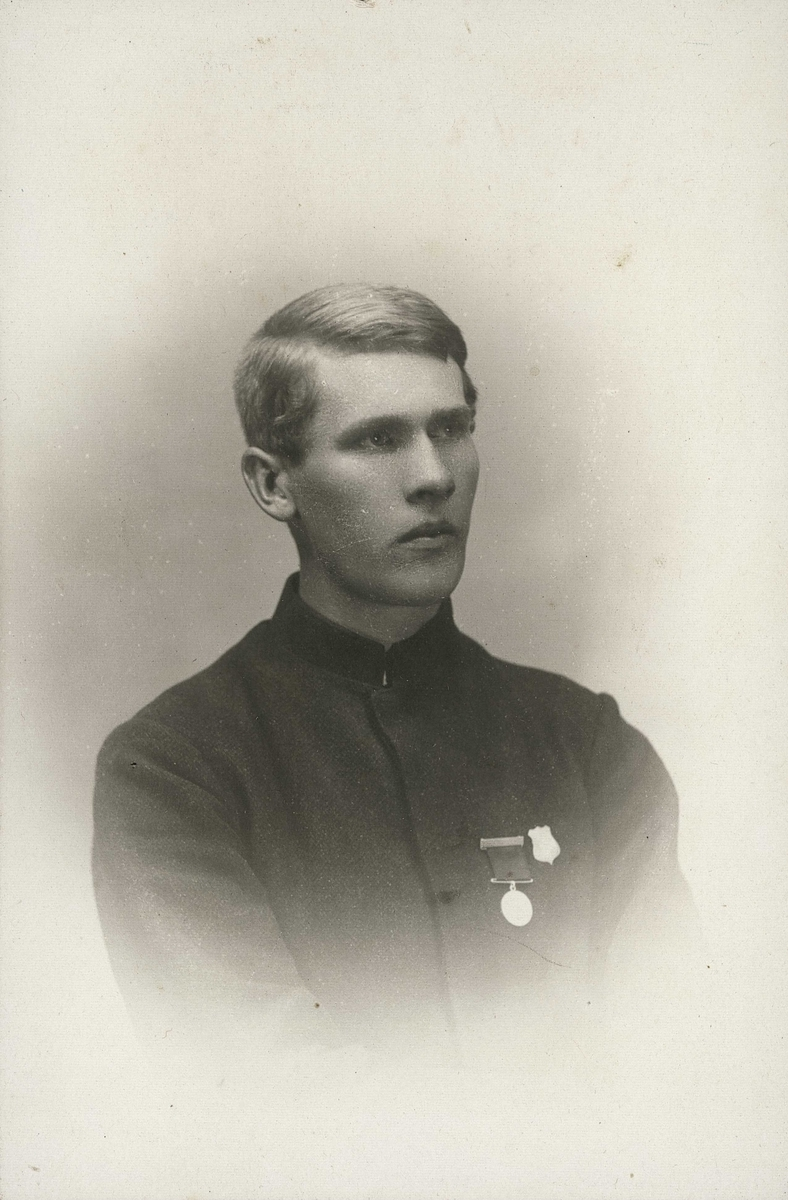
Lauritz Bergendahl, pristagare 1910.

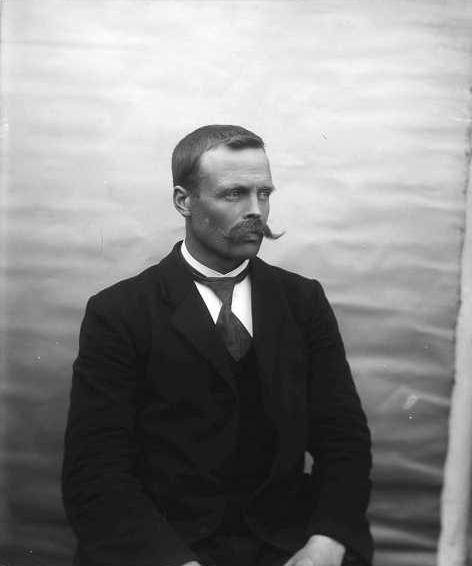
Olav Bjaaland fick priset 1912.

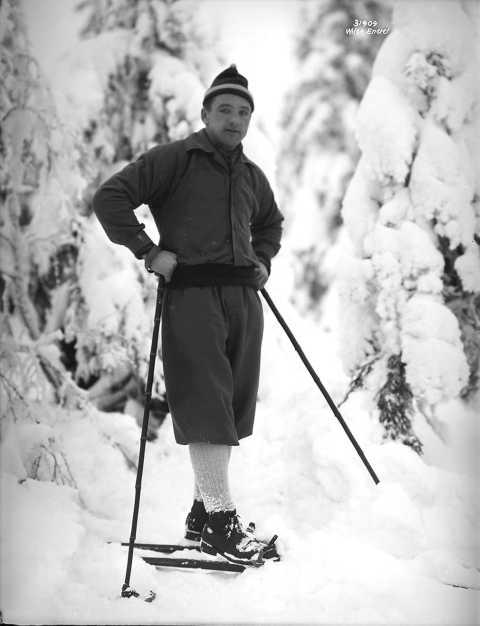
Jacob Tullin Thams fick priset 1926.

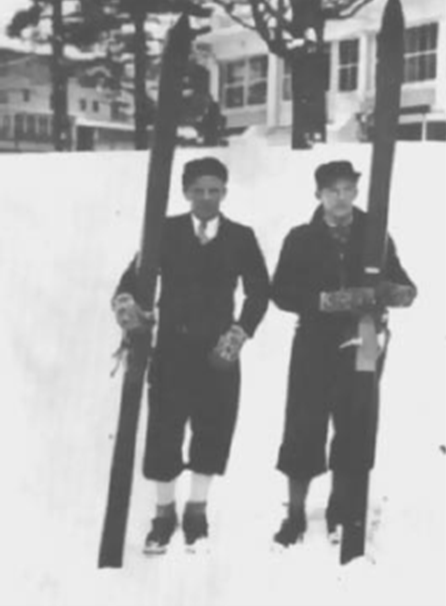
Sigmund (1949) och Asbjørn Ruud (1937).

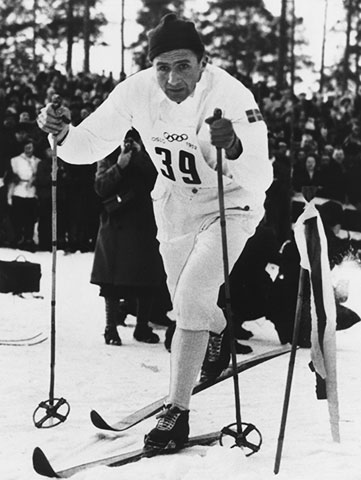
Nils "Mora-Nisse" Karlsson blev pristagare 1952.

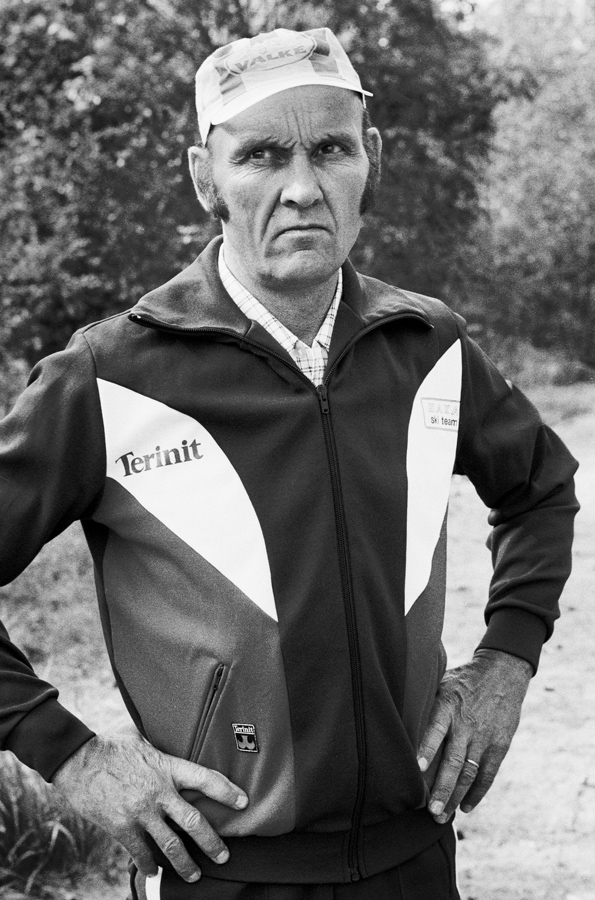
Veikko Hakulinen glad för priset 1955.

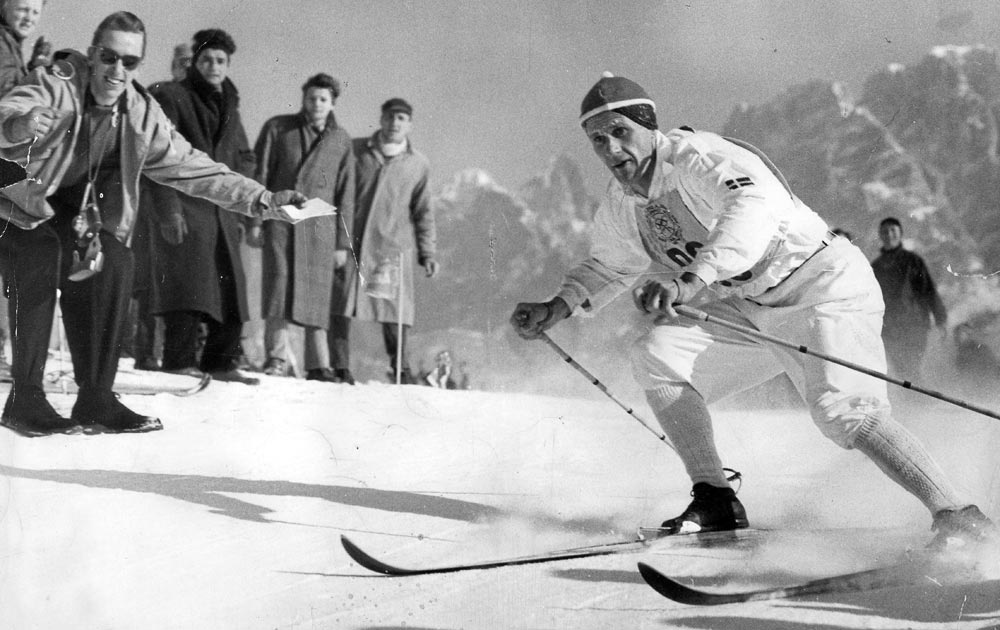
Sixten Jernberg fick priset 1960.

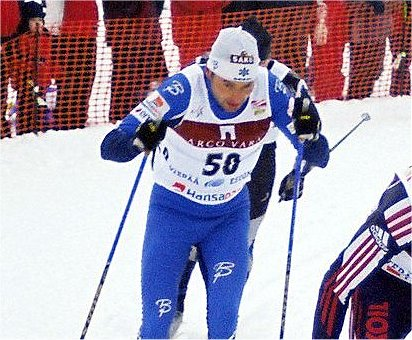
Andrus Veerpalu fick priset 2005.

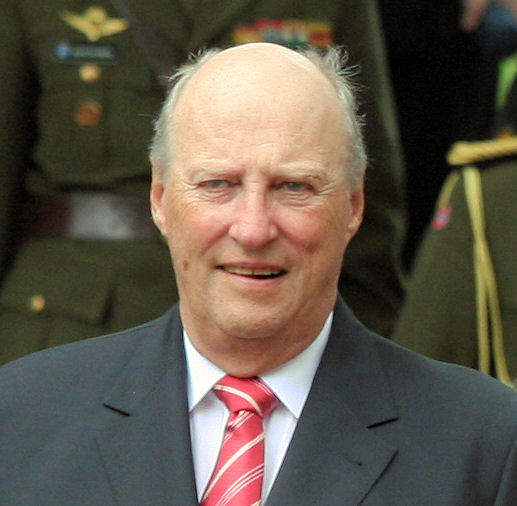
Harald V fick priset 2007. Också hans far och farfar har fått medaljen.

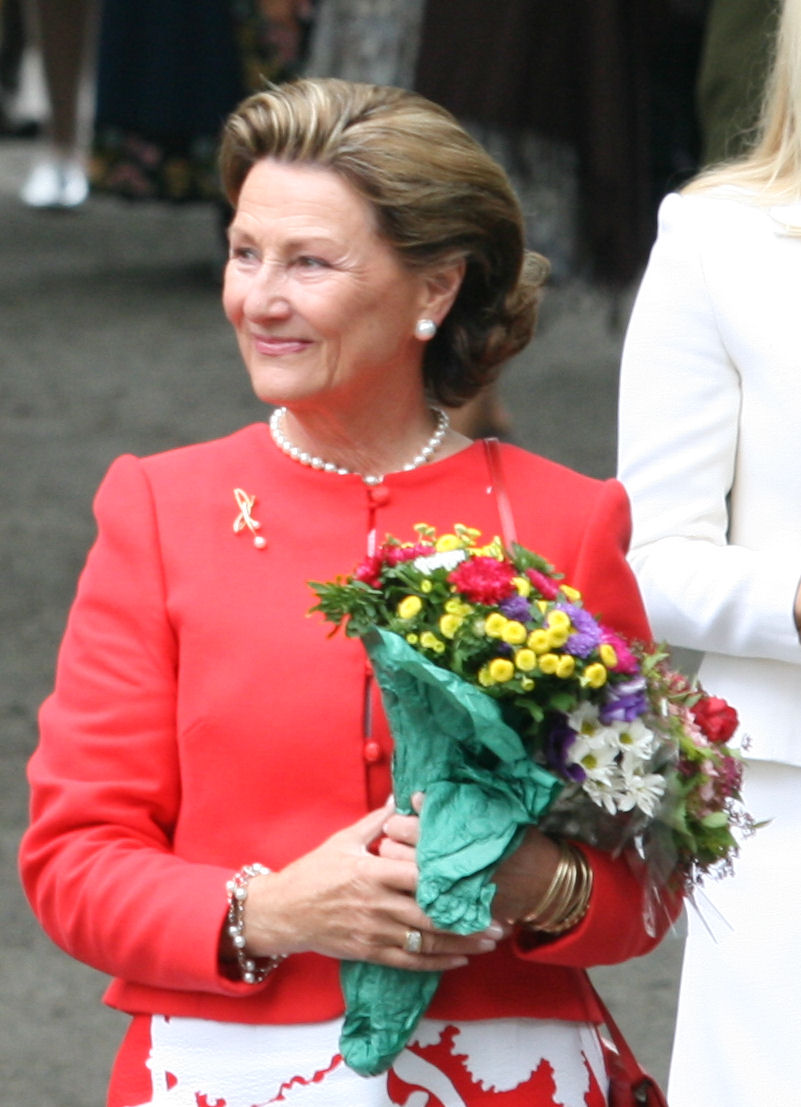
Fick priset 2007: Drottning Sonja.

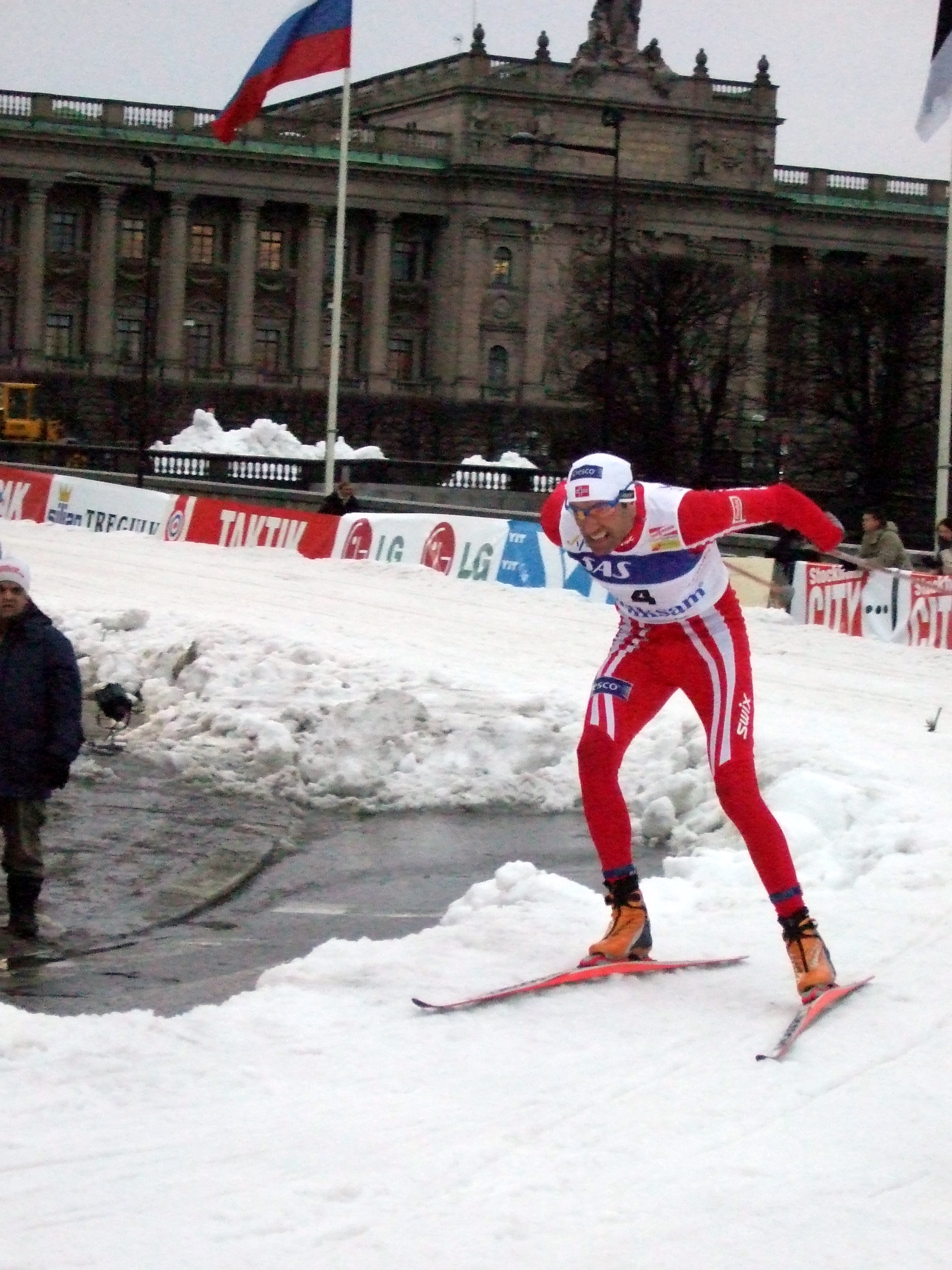
Fick priset 2007: Odd-Bjørn Hjelmeset.

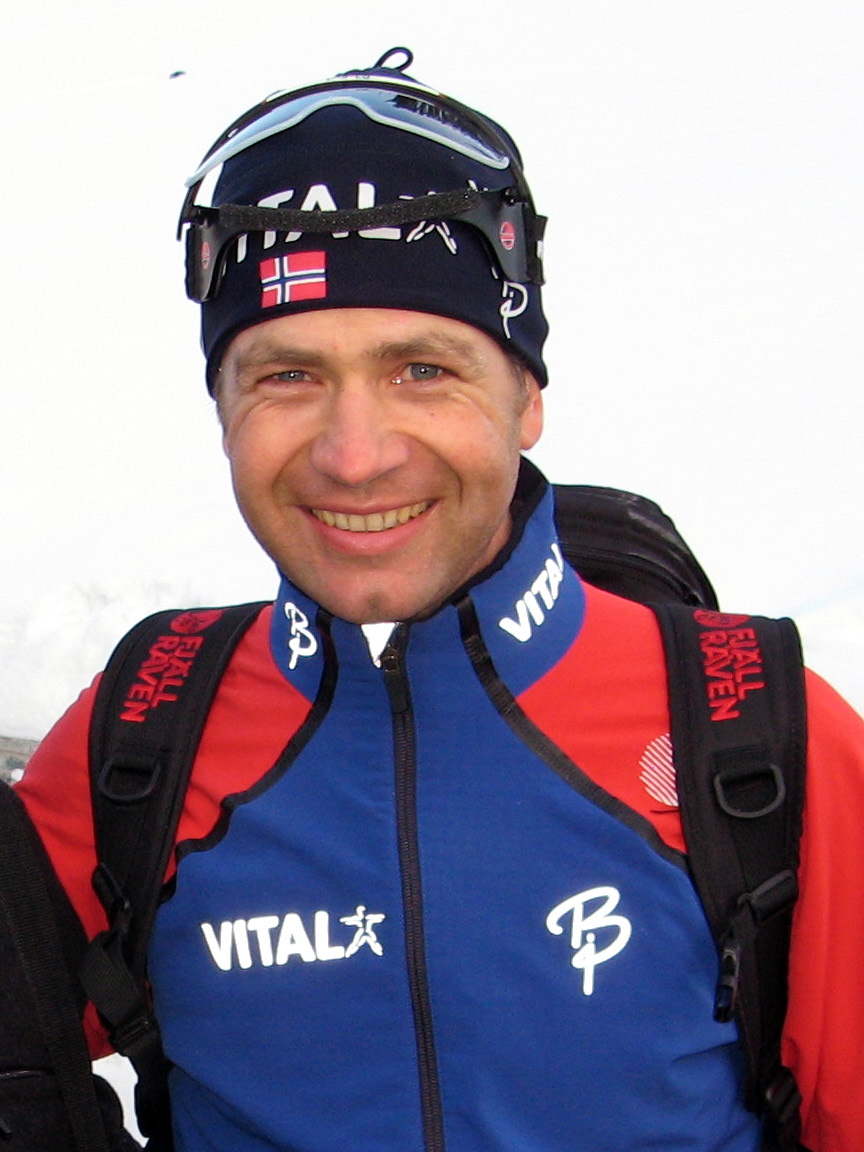
Ole Einar Bjørndalen fick medaljen 2011.

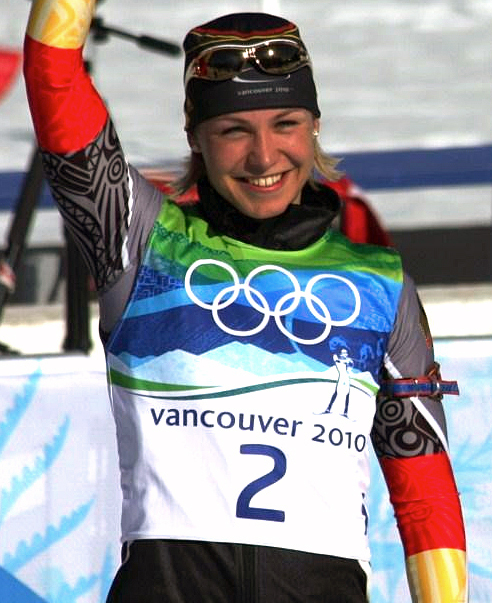
Magdalena Neuner fick priset 2012.

Holmenkollenmedaljen (norska: Holmenkollmedaljen) är en norsk medalj som har delats ut sedan 1895 till skidåkare som särskilt utmärkt sig. Medaljen delas ut av Skiforeningen och anses vara ett av de finaste priser en skidåkare kan få. Från starten 1895 delades medaljen ut efter prestationer i "Holmenkollrennene", men senare har också medaljen utdelats till personer som har gjort en särskilt insats till skidsportens främjande. Från 2011 kan medaljen även utdelas till skidskyttar.

## Lista över mottagare
| År   | Namn                       | Nationalitet  | Gren(ar)                                       |
| ---- | -------------------------- | ------------- | ---------------------------------------------- |
| 1895 | Viktor Thorn               | Norge         | Nordisk kombination                            |
| 1897 | Asbjørn Nilssen            | Norge         | Nordisk kombination                            |
| 1899 | Paul Braaten               | Norge         | Längdåkning och nordisk kombination            |
| 1899 | Robert Pehrson             | Norge         | Nordisk kombination                            |
| 1901 | Aksel Refstad              | Norge         | Nordisk kombination                            |
| 1903 | Karl Hovelsen              | Norge         | Backhoppning och nordisk kombination           |
| 1904 | Harald Smith               | Norge         | Nordisk kombination                            |
| 1905 | Jonas Holmen               | Norge         | Längdåkning och nordisk kombination            |
| 1907 | Per Bakken                 | Norge         | Nordisk kombination                            |
| 1908 | Einar Kristiansen          | Norge         | Nordisk kombination                            |
| 1909 | Thorvald Hansen            | Norge         | Nordisk kombination                            |
| 1910 | Lauritz Bergendahl         | Norge         | Nordisk kombination                            |
| 1911 | Knut Holst                 | Norge         | Nordisk kombination                            |
| 1911 | Otto Tangen                | Norge         | Nordisk kombination                            |
| 1912 | Olav Bjaaland              | Norge         | Nordisk kombination                            |
| 1914 | Johan Kristoffersen        | Norge         | Nordisk kombination                            |
| 1915 | Sverre Østbye              | Norge         | Nordisk kombination                            |
| 1916 | Lars Høgvold               | Norge         | Nordisk kombination                            |
| 1918 | Jørgen Hansen              | Norge         | Nordisk kombination                            |
| 1918 | Hans Horn                  | Norge         | Nordisk kombination                            |
| 1919 | Otto Aasen                 | Norge         | Nordisk kombination                            |
| 1919 | Thorleif Haug              | Norge         | Nordisk kombination                            |
| 1923 | Thoralf Strømstad          | Norge         | Nordisk kombination                            |
| 1924 | Harald Økern               | Norge         | Nordisk kombination                            |
| 1924 | Johan Grøttumsbråten       | Norge         | Längdåkning och nordisk kombination            |
| 1925 | Einar Landvik              | Norge         | Längdåkning och nordisk kombination            |
| 1926 | Jacob Tullin Thams         | Norge         | Backhoppning                                   |
| 1927 | Hagbart Haakonsen          | Norge         | Längdåkning                                    |
| 1927 | Einar Lindboe              | Norge         | Nordisk kombination                            |
| 1928 | Mikkjel Hemmestveit        | Norge         | Backhoppning                                   |
| 1928 | Torjus Hemmestveit         | Norge         | Backhoppning                                   |
| 1931 | Ole Stenen                 | Norge         | Längdåkning                                    |
| 1931 | Hans Vinjarengen           | Norge         | Nordisk kombination                            |
| 1934 | Oddbjørn Hagen             | Norge         | Nordisk kombination                            |
| 1935 | Arne Rustadstuen           | Norge         | Längdåkning                                    |
| 1937 | Olaf Hoffsbakken           | Norge         | Nordisk kombination                            |
| 1937 | Birger Ruud                | Norge         | Backhoppning                                   |
| 1937 | Martin Peder Vangli        | Norge         | Längdåkning                                    |
| 1938 | Reidar Andersen            | Norge         | Nordisk kombination                            |
| 1938 | Johan R. Henriksen         | Norge         | Idrottsledare                                  |
| 1939 | Lars Bergendahl            | Norge         | Längdåkning                                    |
| 1939 | Trygve Brodahl             | Norge         | Längdåkning                                    |
| 1939 | Sven Selånger              | Sverige       | Backhoppning och nordisk kombination           |
| 1940 | Oscar Gjøslien             | Norge         | Nordisk kombination                            |
| 1940 | Annar Ryen                 | Norge         | Längdåkning                                    |
| 1947 | Elling Rønes               | Norge         | Längdåkning                                    |
| 1948 | Asbjørn Ruud               | Norge         | Backhoppning                                   |
| 1949 | Sigmund Ruud               | Norge         | Backhoppning                                   |
| 1950 | Olav Økern                 | Norge         | Längdåkning                                    |
| 1951 | Simon Slåttvik             | Norge         | Nordisk kombination                            |
| 1952 | Stein Eriksen              | Norge         | Alpint                                         |
| 1952 | Torbjørn Falkanger         | Norge         | Backhoppning                                   |
| 1952 | Heikki Hasu                | Finland       | Längdåkning och nordisk kombination            |
| 1952 | Nils Karlsson              | Sverige       | Längdåkning                                    |
| 1953 | Magnar Estenstad           | Norge         | Nordisk kombination                            |
| 1954 | Martin Stokken             | Norge         | Nordisk kombination                            |
| 1955 | Håkon VII av Norge         | Norge         | Insatser för Holmenkollen                      |
| 1955 | Hallgeir Brenden           | Norge         | Längdåkning                                    |
| 1955 | Veikko Hakulinen           | Finland       | Längdåkning                                    |
| 1955 | Sverre Stenersen           | Norge         | Nordisk kombination                            |
| 1956 | Arnfinn Bergmann           | Norge         | Backhoppning                                   |
| 1956 | Arne Hoel                  | Norge         | Backhoppning                                   |
| 1956 | Borghild Niskin            | Norge         | Alpint                                         |
| 1957 | Eero Kolehmainen           | Finland       | Längdåkning                                    |
| 1958 | Inger Bjørnbakken          | Norge         | Alpint                                         |
| 1958 | Håkon Brusveen             | Norge         | Längdåkning                                    |
| 1959 | Gunder Gundersen           | Norge         | Nordisk kombination                            |
| 1960 | Sixten Jernberg            | Sverige       | Längdåkning                                    |
| 1960 | Tormod Knutsen             | Norge         | Nordisk kombination                            |
| 1960 | Helmut Recknagel           | Östtyskland   | Backhoppning                                   |
| 1960 | Sverre Stensheim           | Norge         | Längdåkning                                    |
| 1961 | Harald Grønningen          | Norge         | Längdåkning                                    |
| 1962 | Toralf Engan               | Norge         | Backhoppning                                   |
| 1963 | Pavel Koltjin              | Sovjetunionen | Längdåkning                                    |
| 1963 | Alevtina Koltjina          | Sovjetunionen | Längdåkning                                    |
| 1963 | Astrid Sandvik             | Norge         | Alpint                                         |
| 1963 | Torbjørn Yggeseth          | Norge         | Backhoppning                                   |
| 1964 | Veikko Kankkonen           | Finland       | Backhoppning                                   |
| 1964 | Eero Mäntyranta            | Finland       | Längdåkning                                    |
| 1964 | Halvor Næs                 | Norge         | Backhoppning                                   |
| 1964 | Georg Thoma                | Västtyskland  | Nordisk kombination                            |
| 1965 | Bengt Eriksson             | Sverige       | Nordisk kombination                            |
| 1965 | Arne Larsen                | Norge         | Nordisk kombination                            |
| 1965 | Arto Tiainen               | Finland       | Längdåkning                                    |
| 1967 | Ole Ellefsæter             | Norge         | Längdåkning                                    |
| 1967 | Toini Gustafsson           | Sverige       | Längdåkning                                    |
| 1968 | Olav V av Norge            | Norge         | Backhoppning, och insatser för Holmenkollen    |
| 1968 | Gjermund Eggen             | Norge         | Längdåkning                                    |
| 1968 | Assar Rönnlund             | Sverige       | Längdåkning                                    |
| 1968 | Bjørn Wirkola              | Norge         | Backhoppning                                   |
| 1969 | Odd Martinsen              | Norge         | Längdåkning                                    |
| 1970 | Pål Tyldum                 | Norge         | Längdåkning                                    |
| 1971 | Reidar Hjermstad           | Norge         | Längdåkning                                    |
| 1971 | Marjatta Kajosmaa          | Finland       | Längdåkning                                    |
| 1971 | Berit Mørdre Lammedal      | Norge         | Längdåkning                                    |
| 1972 | Rauno Miettinen            | Finland       | Nordisk kombination                            |
| 1972 | Magne Myrmo                | Norge         | Längdåkning                                    |
| 1973 | Einar Bergsland            | Norge         | Idrottsledare och författare                   |
| 1973 | Franz Keller               | Västtyskland  | Nordisk kombination                            |
| 1973 | Ingolf Mork                | Norge         | Backhoppning                                   |
| 1974 | Juha Mieto                 | Finland       | Längdåkning                                    |
| 1975 | Oddvar Brå                 | Norge         | Längdåkning                                    |
| 1975 | Ivar Formo                 | Norge         | Längdåkning                                    |
| 1975 | Gerhard Grimmer            | Östtyskland   | Längdåkning                                    |
| 1976 | Ulrich Wehling             | Östtyskland   | Nordisk kombination                            |
| 1977 | Hilkka Kuntola             | Finland       | Längdåkning                                    |
| 1977 | Walter Steiner             | Schweiz       | Backhoppning                                   |
| 1977 | Helena Takalo              | Finland       | Längdåkning                                    |
| 1979 | Erik Håker                 | Norge         | Alpint                                         |
| 1979 | Raisa Smetanina            | Sovjetunionen | Längdåkning                                    |
| 1979 | Ingemar Stenmark           | Sverige       | Alpint                                         |
| 1980 | Thomas Wassberg            | Sverige       | Längdåkning                                    |
| 1981 | Johan Sætre                | Norge         | Backhoppning                                   |
| 1983 | Berit Aunli                | Norge         | Längdåkning                                    |
| 1983 | Tom Sandberg               | Norge         | Nordisk kombination                            |
| 1984 | Lars-Erik Eriksen          | Norge         | Längdåkning                                    |
| 1984 | Armin Kogler               | Österrike     | Backhoppning                                   |
| 1984 | Jakob Vaage                | Norge         | Historiker och författare                      |
| 1985 | Per Bergerud               | Norge         | Backhoppning                                   |
| 1985 | Anette Bøe                 | Norge         | Längdåkning                                    |
| 1985 | Gunde Svan                 | Sverige       | Längdåkning                                    |
| 1986 | Brit Pettersen             | Norge         | Längdåkning                                    |
| 1987 | Matti Nykänen              | Finland       | Backhoppning                                   |
| 1987 | Hermann Weinbuch           | Östtyskland   | Nordisk kombination                            |
| 1989 | Marja-Liisa Kirvesniemi    | Finland       | Längdåkning                                    |
| 1991 | Trond Einar Elden          | Norge         | Nordisk kombination                            |
| 1991 | Vegard Ulvang              | Norge         | Längdåkning                                    |
| 1991 | Ernst Vettori              | Österrike     | Backhoppning                                   |
| 1991 | Jens Weissflog             | Tyskland      | Backhoppning                                   |
| 1992 | Jelena Välbe               | Ryssland      | Längdåkning                                    |
| 1993 | Emil Kvanlid               | Norge         | Nordisk kombination                            |
| 1994 | Espen Bredesen             | Norge         | Backhoppning                                   |
| 1994 | Ljubov Jegorova            | Ryssland      | Nordisk kombination                            |
| 1994 | Vladimir Smirnov           | Kazakstan     | Längdåkning                                    |
| 1995 | Kenji Ogiwara              | Japan         | Nordisk kombination                            |
| 1996 | Manuela Di Centa           | Italien       | Längdåkning                                    |
| 1997 | Stefania Belmondo          | Italien       | Längdåkning                                    |
| 1997 | Bjørn Dæhlie               | Norge         | Längdåkning                                    |
| 1997 | Bjarte Engen Vik           | Norge         | Nordisk kombination                            |
| 1998 | Larisa Lazutina            | Ryssland      | Längdåkning                                    |
| 1998 | Fred Børre Lundberg        | Norge         | Nordisk kombination                            |
| 1998 | Harri Kirvesniemi          | Finland       | Längdåkning                                    |
| 1998 | Aleksej Prokurorov         | Ryssland      | Längdåkning                                    |
| 1999 | Kazuyoshi Funaki           | Japan         | Backhoppning                                   |
| 2001 | Thomas Alsgaard            | Norge         | Längdåkning                                    |
| 2001 | Adam Małysz                | Polen         | Backhoppning                                   |
| 2001 | Bente Skari                | Norge         | Längdåkning                                    |
| 2003 | Ronny Ackermann            | Tyskland      | Nordisk kombination                            |
| 2003 | Felix Gottwald             | Österrike     | Nordisk kombination                            |
| 2005 | Andrus Veerpalu            | Estland       | Längdåkning                                    |
| 2007 | Harald V av Norge          | Norge         | Insatser för Holmenkollen                      |
| 2007 | Sonja av Norge             | Norge         | Insatser för Holmenkollen                      |
| 2007 | Simon Ammann               | Schweiz       | Backhoppning                                   |
| 2007 | Frode Estil                | Norge         | Längdåkning                                    |
| 2007 | Odd-Bjørn Hjelmeset        | Norge         | Längdåkning                                    |
| 2010 | Marit Bjørgen              | Norge         | Längdåkning                                    |
| 2011 | Ole Einar Bjørndalen       | Norge         | Skidskytte                                     |
| 2011 | Michael Greis              | Tyskland      | Skidskytte                                     |
| 2011 | Andrea Henkel              | Tyskland      | Skidskytte                                     |
| 2011 | Janne Ahonen               | Finland       | Backhoppning                                   |
| 2012 | Magdalena Neuner           | Tyskland      | Skidskytte                                     |
| 2012 | Petter Northug Jr.         | Norge         | Längdåkning                                    |
| 2012 | Emil Hegle Svendsen        | Norge         | Skidskytte                                     |
| 2013 | Therese Johaug             | Norge         | Längdåkning                                    |
| 2013 | Tora Berger                | Norge         | Skidskytte                                     |
| 2013 | Martin Fourcade            | Frankrike     | Skidskytte                                     |
| 2013 | Gregor Schlierenzauer      | Österrike     | Backhoppning                                   |
| 2014 | Magnus Moan                | Norge         | Nordisk kombination                            |
| 2014 | Eric Frenzel               | Tyskland      | Nordisk kombination                            |
| 2014 | Thomas Morgenstern         | Österrike     | Backhoppning                                   |
| 2014 | Darja Domratjeva           | Belarus       | Skidskytte                                     |
| 2015 | Eldar Rønning              | Norge         | Längdåkning                                    |
| 2015 | Anette Sagen               | Norge         | Backhoppning                                   |
| 2015 | Anders Bardal              | Norge         | Backhoppning                                   |
| 2015 | Kamil Stoch                | Polen         | Backhoppning                                   |
| 2016 | Noriaki Kasai              | Japan         | Backhoppning                                   |
| 2016 | Tarjei Bø                  | Norge         | Skidskytte                                     |
| 2017 | Marie Dorin Habert         | Frankrike     | Skidskytte                                     |
| 2017 | Sara Takanashi             | Japan         | Backhoppning                                   |
| 2018 | Hannu Manninen             | Finland       | Nordisk kombination                            |
| 2018 | Charlotte Kalla            | Sverige       | Längdåkning                                    |
| 2018 | Prinsessan Astrid av Norge | Norge         | För sin insats för Holmenkollen och Skidåkning |
| 2018 | Kaisa Mäkäräinen           | Finland       | Skidskytte                                     |
| 2021 | Maren Lundby               | Norge         | Backhoppning                                   |
| 2021 | Johannes Thingnes Bø       | Norge         | Skidskytte                                     |
| 2021 | Dario Cologna              | Schweiz       | Längdåkning                                    |
| 2021 | Johannes Rydzek            | Tyskland      | Nordisk kombination                            |
| 2022 | Tiril Eckhoff              | Norge         | Skidskytte                                     |
| 2022 | Marte Olsbu Røiseland      | Norge         | Skidskytte                                     |
| 2022 | Johannes Høsflot Klæbo     | Norge         | Längdåkning                                    |
| 2022 | Jørgen Graabak             | Norge         | Nordisk kombination                            |
| 2023 | Maiken Caspersen Falla     | Norge         | Längdåkning                                    |
| 2023 | Stefan Kraft               | Österrike     | Backhoppning                                   |
| 2024 | Simen Hegstad Krüger       | Norge         | Längdåkning                                    |
| 2024 | Jessie Diggins             | USA           | Längdåkning                                    |
| 2024 | Jarl Magnus Riiber         | Norge         | Nordisk kombination                            |
| 2025 | Iivo Niskanen              | Finland       | Längdåkning                                    |
| 2025 | Peter Prevc                | Slovenien     | Backhoppning                                   |
| 2025 | Akito Watabe               | Japan         | Nordisk kombination                            |
| 2025 | Dorothea Wierer            | Italien       | Skidskytte                                     |
| 2025 | Quentin Fillon Maillet     | Frankrike     | Skidskytte                                     |

## Statistik och trivia
- 162 medaljer har utdelats (per februari 2012)
- Könsfördelning: 137 män, 25 kvinnor.
- Fördelning på skidgrenar: 62 längdskidåkare, 55 nordisk kombinationsåkare (varav några även var specialister inom längdåkning (5 st) eller backhoppning (2 st)), 28 backhoppare (inkl. kung Olav V), 6 alpinister, 5 skidskyttar, 4 kungliga och ytterligare tre utan direkt idrottsutövning; författaren Jakob Vaage och anläggningscheferna Johan R. Henriksen och Einar Bergsland.
- Nationer: 108 norrmän, 15 finnar, 11 tyskar (Öst- och Västtyskland, samt enade Tyskland), 10 svenskar, 8 ryssar (med Sovjet), 3 österrikare, 2 japaner, 2 italienare, 2 schweizare, 1 kazakstanier, 1 polacker, och 1 estländare.
- Holmenkollensegrar: 230.
- Olympiska medaljer (guld): 323 (136).
- VM-medaljer (guld): 451 (216).
- Första icke-norska person som tilldelats medaljen: Sven Selånger, Sverige (1939)
- Första kvinna som tilldelats medaljen: Borghild Niskin, Norge (1956)
- Första alpinist som tilldelats medaljen: Stein Eriksen, Norge (1952)
- Första skidskyttar som tilldelats medaljen: Ole Einar Bjørndalen, Norge, Michael Greis och Andrea Henkel, Tyskland (2011).
- Kusiner som vunnit: Lauritz Bergendahl (1910) och Lars Bergendahl (1939) samt Harald (1924) och Olav Økern (1950).
- Bröder: Mikkjel och Torjus Hemmestveit (1928) och Birger, Mikkjel och Sigmund Ruud (1937, 1947 och 1948).
- Far-dotter-vinnare: Odd Martinsen (1969) och Bente Skari (2001).
- Far-son-sonson-vinnare: Haakon VII (1955), Olav V (1968) och Harald V (2007)
- Äkta makar: Alevtina Koltjina (1963) och Pavel Koltjin (1963), Toini Gustafsson (1967) och Assar Rönnlund (1968), Marja-Liisa (1989) och Harri Kirvesniemi (1998) och Kung Harald V (2007) och Drottning Sonja (2007).
- Vinnare med dopinganknytning: Ljubov Jegorova (1994), Larisa Lazutina (1998)  Harri Kirvesniemi (1998) och Therese Johaug (2013)
- Aldrig vunnit på Holmenkollen: Bengt Eriksson och Bjørn Dæhlie.